# Споменик трећепозивцима у Београду
Споменик трећепозивцима у Београду је споменик војницима старијим од 45 година, трећепозивцима, страдалим у Првом светском рату. Налази се у Карађорђевом парку, општина Врачар, а дело је вајара Стаменка Ђурђевића.

## Историја
У данима када су се велике силе редовно сукобљавале на српском тлу, регрутација је била обавезна и обављала се у три циклуса. Први позив је био за редовну војску. Чим је њихов број смањен или се појавила потреба за додатним браниоцима, следио је други позив и мобилизација свих мушкараца старости до 45 година.
Трећепозивци су били војници старији од 45 година, храбри и јаки старији људи који су учествовали у многим биткама у бурној историји Србије.

## Подизање споменика
Друштво за улепшавање Карађорђевог споменика, парка и околине је након Првог светског рата, када је аустријска војска уништила Карађорђев споменик на Калемегдану, покренуло иницијативу за подизање новог споменика вожду, који је планирало да постави у спомен-парку. У то време парк је променио име, уместо ранијег назива Вождовачки парк, почиње да се зове Карађорђев парк. До подизања новог меморијала Карађорђу ипак није дошло, па је у парк постављен други национални ратнички споменик.
Реч је о Трећепозивцу, симболу војника страдалих у Првом светском рату, којег су преживели 7. пешадијског пука из Првог светског рата и Министарство војске наручили од вајара Стаменка Ђурђевића, у спомен на саборце пале у Космајско-Варовничкој борби. Споменик је израђен 1915, у време аустроугарске окупације је однесен у Беч, у један парк, одакле је враћен 1919. Освећен је 29. јула 1923. године. Тиме је изворни меморијални карактер простора проширен у место меморисања свих бораца за отаџбину.

## Карактеристике
Споменик трећепозивцима Седмог пука „народне војске“ погинулим на Варовници и приликом одбране Београда израђен је од камена и висок је 4,7 м (висина фигуре 2,5м). Састоји се од каменог постоља и статуе која симболише старог српског војника у шињелу са шајкачом и пушком како стоји на стражи. На постољу се налази меморијална плоча на којој пише: "Својим храбро изгинулим друговима, Варовница-Београд 1914-15", трећепозивци VII пешадијског пука народне војске.

## О аутору
Стаменко Ђурђевић (1888, Крњево – април, 1941, Београд) је по завршеној уметничкој школи у Београду студирао вајарство у Прагу и Универзитету лепих уметности у Паризу. 1924. године је приредио у Београду изложбу својих радова, већином портрета виђених српских јавних радника. Његови познати радови су бисте кнегиње Љубице, Николе Пашића, краља Петра, споменик Карађорђу, фигуре изнад улазних врата зграде Министарства пошта, итд.